# Яровой, Дмитрий Викторович
Дмитрий Викторович Яровой (род. 27 мая 1977) — украинский яхтсмен, мастер спорта международного класса, чемпион мира.

## Биография
Окончил в 1994 году школу № 253 г. Киева.
В 1994 году поступил в Национальный Университет физкультуры и спорта Украины, который окончил в 1998 году дипломированным тренером по парусному спорту.
В 1997 году в команде яхтсменов-профессионалов (экипаж высшего уровня).
В 1998—2000 гг. был членом сборной команды Украины яхтсменов и членом Украинской Национальной сборной команды по парусному спорту.
Занимается парусным спортом с 1987 года.
С 2002 года занимается тренерской деятельностью, основал собственную школу яхтинга.
В 2003 году стал чемпионом мира в качестве шкотового в экипаже Сергея Пичугина в бывшем олимипийском классе Солинг.

## Спортивные достижения
- 1997 г. — серебряный призёр чемпионата Европы.
- 1997 г. — серебряный призёр открытого чемпионата Германии.
- 1997 г. — бронзовый призёр СПА регаты (англ. SPA Regatta).
- 1997 г. — бронзовый призёр Йерской регаты (англ. Hyeres Regatta).
- 1997 г. — 5-е место в Чемпионате Мира.
- 1997 г. — первое место в рейтинге Евролимп (англ. EUROLYMP) по результатам года.
- 1998 г. — победитель Евролимп (англ. EUROLYMP) регаты в Греции.
- 1999 г. — Победитель Спартакиады Украины
- 2001 г. — победитель АврораКап, бронзовый призёр чемпионата мира среди военнослужащих.
- 2002 г. — победитель АудиГранПри
- 2003 г. — чемпион мира вместе с Сергеем Пичугиным и Сергеем Тимоховым в классе «Солинг»
- 2004 г. — чемпион Украины
- 2005 г. — бронзовый призёр чемпионата Европы среди военнослужащих
- 2006 г. — серебряный призёр чемпионата Европы среди военнослужащих